# Acomys mullah
Acomys mullah  (Thomas, 1904) è un roditore della famiglia dei Muridi diffuso nel Corno d'Africa.

## Descrizione

### Dimensioni
Roditore di piccole dimensioni, con la lunghezza della testa e del corpo tra 106 e 134 mm, la lunghezza della coda tra 95 e 117 mm, la lunghezza del piede tra 15 e 18 mm e la lunghezza delle orecchie tra 14 e 18 mm.

### Aspetto
La pelliccia è particolarmente spinosa sul dorso, le parti dorsali sono grigiastre, più brunastre sulla groppa, i peli spinosi hanno la base bianca, i fianchi sono brunastri, le parti ventrali sono bianche e più soffici. La linea di demarcazione lungo i fianchi è netta. Il muso è appuntito, le orecchie sono grandi e cosparse di corti peli bruno-nerastri, una piccola macchia bianca è presente alla loro base posteriore. Gli arti anteriori sono brunastri, le zampe bianche. La coda è lunga circa quanto la testa ed il corpo, è grigia sopra, bianca sopra e cosparsa di pochi peli. Le femmine hanno due paia di mammelle inguinali. Il cranio è relativamente grande ed appiattito.

## Biologia

### Comportamento
È una specie terricola, attiva sia di giorno che di notte. Si trova frequentemente insieme ad altri piccoli roditori all'interno di formicai abbandonati.

### Alimentazione
Si nutre di invertebrati.

### Riproduzione
Giovani individui sono stati osservati nei mesi di agosto, settembre, novembre, dicembre, gennaio e marzo.

## Distribuzione e habitat
Questa specie è diffusa in Etiopia, Eritrea meridionale, Gibuti e Somalia.
Vive in zone con vegetazione sparsa su terreni rocciosi o piane sabbiose fino a 1.000 metri di altitudine

## Conservazione
La IUCN Red List, considerato il vasto areale, sebbene sia stata catturata poche volte e la mancanza di reali minacce, classifica A.mullah come specie a rischio minimo (Least Concern).